# Halftermühle

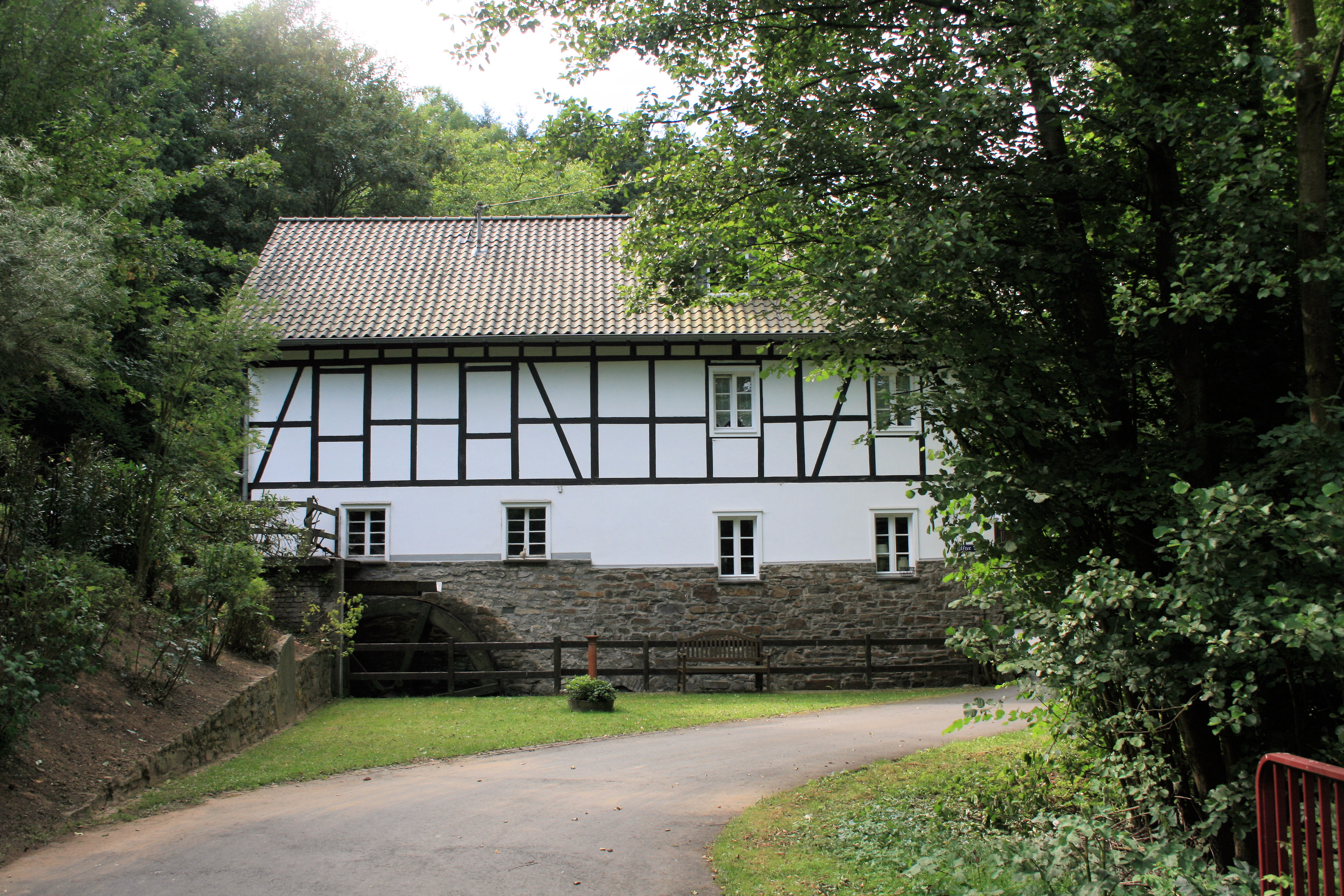

Halftermühle ist ein ehemaliger Ortsteil der Gemeinde Eitorf und gehört heute zu Halft. Die Mühle war eine Wassermühle.

## Lage
Die Halftermühle liegt auf etwa 100 m ü. NHN am Ottersbach. Nachbarorte sind neben Halft Kehlenbach und Köttingen.

## Einwohner
1885 hatte Halftermühle fünf Einwohner.